# Edificio Florida 40
El Edificio Florida 40 es un edificio de oficinas de estilo moderno, ubicado en la calle Florida, en la ciudad de Buenos Aires, Argentina.
En esa parcela se ubicaba anteriormente un edificio de 1893 construido por José de Carabassa (fundador del Banco de Carabassa en 1860), de uso residencial y locales comerciales, que había pasado por manos de Compañía y la compañía de seguros Sud América, entre otras.
El edificio actual fue diseñado en 1988 por los arquitectos Mario Botta y Haig Uluhogian, construido e inaugurado en 1989 para alojar a la sede central de la Banca Nazionale del Lavoro (BNL) en Argentina. También fue adquirido el edificio contiguo, la antigua Casa Mappin & Webb. En enero de 2006, al retirarse del país, la BNL vendió el edificio como parte de sus bienes al HSBC, que pasó a ocuparlo hasta la actualidad. Tras la venta de su rama de seguros La Buenos Aires al grupo QBE, HSBC rentó el espacio para que dicha empresa lo utilice. Actualmente se encuentra parcialmente ocupado por HSBC, luego que QBE mudara sus oficinas a un nuevo edificio en el barrio de Nuñez.

## Descripción
Para proyectar el edificio de la BNL en Buenos Aires, Botta y Uluhogian respetaron la altura del edificio contiguo del lado norte, el Edificio Miguel Bencich, obra del arquitecto Eduardo Le Monnier, colocando los pisos superiores con un frente escalonado, retirando la fachada para realzar la cúpula del vecino. Al mismo tiempo, aprovechando que la Banca era propietaria de la antigua Casa Mappin & Webb, y que el nuevo edificio estaría conectado a por su interior, los arquitectos aprovecharon esta situación para generar una fachada en la medianera sur de su proyecto, colocando ventanas sobre ella.
La fachada del edificio de la Banca Nazionale fue revestida íntegramente en tres tipos de granito distinto, intercalados: gris mara, fiamatado y negro nevado, lustrado. También, en la planta baja, los arquitectos concibieron un espacio de uso público muy particular, al cual bautizaron "las ruinas", por su aspecto. Las piezas geométricas fueron realizadas en mármoles de Carrara griegos e italianos
Las obras fueron dirigidas por el arquitecto Francisco Granero Alonso, y tuvieron que sortear complejidades a la hora de conectar al edificio con el de la ex Casa Mappin & Webb. Fue necesario demoler la pared medianera que separaba a los edificios, pero además se necesitó construir columnas desde el subsuelo hasta el 1º piso, y construir nuevas vigas de medianeras en el subsuelo, planta baja y 1º piso.